# NGC 6881
NGC 6881 је планетарна маглина у сазвежђу Лабуд која се налази на NGC листи објеката дубоког неба.
Деклинација објекта је + 37° 24' 44" а ректасцензија 20h 10m 52,5s. Привидна величина (магнитуда) објекта NGC 6881 износи 13,9 а фотографска магнитуда 14,3. NGC 6881 је још познат и под ознакама PK 74+2.1, CS=16.7.